# Pterostichus gerdi
Pterostichus gerdi is een keversoort uit de familie van de loopkevers (Carabidae). De wetenschappelijke naam van de soort werd voor het eerst geldig gepubliceerd in 2009 door Joachim Schmidt.